# Distretto di Uyui
Il distretto di Uyui è un distretto della Tanzania situato nella regione di Tabora. È suddiviso in 30 circoscrizioni (wards) e conta una popolazione di 562 588 abitanti (censimento 2022).

## Suddivisione amministrativa
Il distretto è diviso nelle seguenti circoscrizioni (wards), tra parentesi gli abitanti (censimento 2022):
1. Bukumbi (21 923)
2. Goweko (18 085)
3. Ibelamilundi (19 958)
4. Ibiri (22 357)
5. Igalula (22 731)
6. Igulungu (13 708)
7. Ikongolo (7 200)
8. Ilolangulu (12 346)
9. Isikizya (16 222)
10. Isila (7 492)
11. Kalola (12 328)
12. Kigwa (30 056)
13. Kizengi (27 707)
14. Loya (44 552)
15. Lutende (23 203)
16. Mabama (17 862)
17. Magiri (17 860)
18. Makazi (15 772)
19. Miswaki (18 431)
20. Miyenze (33 366)
21. Mmale (12 376)
22. Ndono (13 781)
23. Nsimbo (10 653)
24. Nsololo (22 162)
25. Nzubuka (9 011)
26. Shitage (16 724)
27. Tura (33 243)
28. Ufuluma (20 468)
29. Upuge (7 499)
30. Usagari (13 512)